# Martes americana kenaiensis
Martes americana kenaiensis es una subespecie de  mamíferos carnívoros  de la familia Mustelidae,  subfamilia Mustelinae.

## Distribución geográfica
Se encuentran en Norteamérica: la Península de Kenai.